# 156-я стрелковая дивизия (1-го формирования)
156-я стрелковая дивизия 1-го формирования (156 сд) — воинское соединение Вооружённых Сил СССР, принимавшее участие в Великой Отечественной войне.
Боевой период: 25 июня 1941 — 10 августа 1942.

## История
156-я стрелковая дивизия сформирована в августе-сентябре 1939 года в Харьковском военном округе (ХВО) из частей 30-й Иркутской Краснознамённой ордена Ленина стрелковой дивизии имени ВЦИК. На 4 сентября 1939 года дивизия дислоцировалась в ХВО. Численность дивизии 3000 чел.
С 17 октября 1939 года дивизия дислоцировалась в Одесском военном округе в г. Симферополе, насчитывая 6000 человек, на 1 января 1940 года 12000 человек. С апреля 1941 года содержалась по штату № 04/120, с мая 1941 года дивизия доукомплектована военнообязанными запаса, 13 — 25 мая передислоцирована на Крымский полуостров в Крымскую АССР, где вошла в состав 9-го отдельного стрелкового корпуса.
20 августа 1941 года была выдвинута на Перекопский перешеек. 30 августа отряд из состава сил дивизии (мотострелковая рота, мотоциклетное отделение, усиленные взводами пулемётной и миномётной рот и огневым взводом противотанкового дивизиона) участвовал в глубокой разведке войск противника.
К началу сентября один батальон (комбат капитан Е. К. Ивашина) размещается для обороны в совхозе «Червоний чабан», один на Литовском полуострове, вместо выводимых подразделений 106-й сд. На главной полосе обороны длиной 9 км расположились в один эшелон пять батальонов неполного состава. Справа (от дамбы по берегу Сиваша и до крепости) занял оборону 417-й полк под командованием А. X. Юхимчука, слева (от крепости до залива) находились два батальона 361-го полка под командованием полковника В. В. Бабикова, третий его батальон составил гарнизон «Червоного чабана». 530-й полк (подполковник Н. Ф. Зайвый) занял предполье и Литовский полуостров на Сиваше.
12 сентября 1941 года, передовые части дивизии на шоссе Армянск-Каховка были атакованы 54-го армейского корпуса немцев.
После боев 15-26 сентября 1941 года, и после сильной двухчасовой артподготовки и авианалёта (190-го дивизиона штурмовых орудий и резерва 11а), части противника (73-я пд и 46-я пд) атаковали 361-й сп. В то время как 22-я пд атаками сковала остальные части дивизии, в обороне Перекопского вала. В 10.30 они прорвали оборону правого 361-го сп на берегу Сиваша. Войска противника устремились на Волошино и г. Армянск. К 11.00 положение 156-й сд было сильно тяжёлым, командующий Оперативной группой войск генерал-лейтенант П. И. Батов принимает решение: нанести контрудар войсками оперативной группы с рубежа развёртывания — Пятихатка, Филатовка, Карпова балка силами 42-й кд, 271-й сд. 13-й мсп с 5-м тп должна была наступать с рубежа Заливное-Будановка; После контрудара и тяжёлых боёв, обескровленная 156-я стрелковая дивизия смогла отойти и закрепиться на Ишуньских позициях, в дефиле между озёрами Красное и Старое включительно до бромзавода.
1 октября 1941 года противник силами до двух пехотных полков при поддержке 70 танков после очередной бомбардировки и артиллерийского налёта предпринял атаку против 156-й дивизии, но дивизия выстояла. С середины октября противник возобновил наступление. Межозёрные дефиле, особенно превращённый в укреплённый узел сопротивления район бромзавода, стали ареной ожесточённых схваток. 530-й стрелковый полк 156-й дивизии вместе с 1-м и 2-м Перекопскими отрядами моряков трое суток отражали атаки противника. Бромзавод неоднократно переходил из рук в руки. На 19 октября 1941 года 530-й стрелковый полк 156-й сд продолжал удерживать межозёрные дефиле. 26 октября 1941 года разрозненные подразделения 156-й дивизии, сведённые в боевые группы, через озёра и лиманы отошли в район Имишки.
Отход войск 9-го стрелкового корпуса на Керченский полуостров осуществлялся в тяжёлых условиях. На Керчь отступали остатки 156-й, 157-й и 271-й стрелковых дивизий. Они стойко сражались на Ишуньских позициях и там израсходовали почти все свои силы и боекомплект. Но к Керчи также отходили 2 относительно боеспособные дивизии: 106-я А. Н. Первушина и 276-я И. С. Савинова. Однако они действовали сами по себе, не управляемые командиром корпуса. На пути к Керченскому полуострову наши отходящие соединения пользовались каждым рубежом, за который можно было зацепиться, чтобы сдерживать немецкие дивизии.

Остатки дивизии были переправлены из Керчи на Тамань. На доукомлектование 156-й и 157-й дивизий пошли остатки частей 276-й дивизии. Ввиду больших потерь из состава 276-й сд был сформирован сводный стрелковый полк под командованием полковника Н. А. Ульянова, который вошел в состав 156-й дивизии.

## Состав
- 361-й стрелковый полк
- 417-й стрелковый полк (подполковник А. Х. Юхимчук)
- 530-й стрелковый полк (подполковник Н. Ф. Зайвый)
- 434-й артиллерийский полк
- 260-й отдельный истребительно-противотанковый дивизион
- 174-я зенитная артиллерийская батарея (483-й отдельный зенитный артиллерийский дивизион)
- 183-й разведывательный батальон
- 265-й сапёрный батальон
- 215-й отдельный батальон связи
- 217-й медико-санитарный батальон
- 204-я отдельная рота химзащиты
- 183-й автотранспортный батальон
- 215-я полевая хлебопекарня
- 137-я дивизионная артиллерийская мастерская
- 267-я сапожная мастерская
- 450-я полевая почтовая станция
- 238-я полевая касса Госбанка

## Подчинение
| На дату    | Фронт (округ)           | Армия                   | Корпус                |
| ---------- | ----------------------- | ----------------------- | --------------------- |
| 22.06.1941 | ОдВО                    | -                       | 9-й стрелковый корпус |
| 01.07.1941 | Южный фронт             | -                       | 9-й стрелковый корпус |
| 10.07.1941 | Южный фронт             | -                       | 9-й стрелковый корпус |
| 01.08.1941 | Южный фронт             | -                       | 9-й стрелковый корпус |
| 01.09.1941 | -                       | 51-я армия              | 9-й стрелковый корпус |
| 01.10.1941 | -                       | 51-я армия              | -                     |
| 01.11.1941 | -                       | 51-я армия              | -                     |
| 01.12.1941 | Закавказский фронт      | 51-я армия              | -                     |
| 01.01.1942 | Кавказский фронт        | -01.01.1942 530ст 156сд | -                     |
| 01.02.1942 | Крымский фронт          | -                       | -                     |
| 01.03.1942 | Крымский фронт          | -                       | -                     |
| 01.04.1942 | Крымский фронт          | -                       | -                     |
| 01.05.1942 | Крымский фронт          | -                       | -                     |
| 01.06.1942 | Северо-Кавказский фронт | 44-я армия              | -                     |
| 01.07.1942 | Северо-Кавказский фронт | 51-я армия              | -                     |

## Командование

### Командиры
- Черняев, Платон Васильевич (16.08.1939 — 01.09.1941), комбриг, с 05.06.40 — генерал-майор[6]
- Данилин, Александр Иванович (02.09.1941 — 26.11.1941), полковник
- Алиев, Ахмет-Али Мелик-оглы (27.11.1941 — 16.05.1942), полковник
- Вербов, Яков Яковлевич (17.05.1942 — 10.08.1942), полковник

### Заместители командира по политчасти
- Бубличенко Р. С. (на 22.06.1941), полковой комиссар[6]

### Начальники штаба
- Гончарук В. К.. (на 22.06.1941), полковник[6]
- Юхимчук, Александр Харитонович (??.09.1941 — ??.11.1941), полковник